# Lista över bästsäljande Playstation 2-spel
Detta är en lista över Playstation 2-spel som har sålt eller skeppat minst en miljon exemplar, sorterat i antal sålda exemplar.

## Listan
| Titel                                                                                                  | Sålda exemplar                                                                         | Försäljningsandelar | Släppdatum                                                                             | Genre                      | Utvecklare                                 | Utgivare                                                                               |
| --- | -------------------------------------------------------------------------------------- | --- | -------------------------------------------------------------------------------------- | -------------------------- | ------------------------------------------ | -------------------------------------------------------------------------------------- |
| Grand Theft Auto: San Andreas                                                                          | 17.33 miljoner                                                                         | i.u. | JP: 25 januari 2007 NA: 26 oktober 2004 EU: 29 oktober 2004 AUS: 29 oktober 2004       | Actionäventyr/sandlådespel | Rockstar North                             | Rockstar Games                                                                         |
| Gran Turismo 3: A-Spec                                                                                 | 14.89 miljoner                                                                         | - 7.14 miljoner i Nordamerika - 1.89 miljoner i Japan - 5.85 miljoner i Europa | JP: 28 april 2001 NA: 9 juli 2001 EU: 20 juli 2001                                     | Körsimulator               | Polyphony Digital                          | Sony Computer Entertainment                                                            |
| Gran Turismo 4                                                                                         | 11.73 miljoner                                                                         | - 3.47 miljoner i Nordamerika - 6.82 miljoner i Europa - 1.27 miljoner i Japan | JP: 28 december 2004 NA: 22 februari 2005 EU: 9 mars 2005                              | Körsimulator               | Polyphony Digital                          | Sony Computer Entertainment                                                            |
| Grand Theft Auto: Vice City                                                                            | 9.61 miljoner                                                                          | - 8.2 miljoner i USA - 410,293 i Japan - 1 miljon i Storbritannien | NA: 27 oktober 2002 AUS: 8 november 2002 EU: 8 november 2002 JP: 20 maj 2004           | Actionäventyr/sandlådespel | Rockstar North                             | Rockstar Games                                                                         |
| Grand Theft Auto III                                                                                   | 7.9 miljoner                                                                           | - 6.55 miljoner i USA - 358,917 i Japan - 1 miljon i Storbritannien | NA: 22 oktober 2001 AUS: 26 oktober 2001 EU: 26 oktober 2001 JP: 25 september 2003     | Actionäventyr/sandlådespel | DMA Design (idag Rockstar North)           | Rockstar Games                                                                         |
| Metal Gear Solid 2: Sons of Liberty                                                                    | 7 miljoner                                                                             | i.u. | NA: 12 november 2001 JP: 29 november 2001 EU: 8 mars 2002                              | Actionäventyr/Sneak 'em up | KCEJ                                       | Konami                                                                                 |
| Final Fantasy X                                                                                        | 6.6 miljoner                                                                           | i.u. | JP: 19 juli 2001 NA: 17 december 2001 AUS: 17 maj 2002 EU: 24 maj 2002                 | Datorrollspel              | Square                                     | JP Square NA Square EA PAL SCEE                                                        |
| Tekken 5                                                                                               | 6 miljoner                                                                             | - 4 miljoner i Europa | JP: 31 mars 2005 NA: 24 februari 2005 EU: 24 juni 2005                                 | Fightingspel               | Namco                                      | Namco                                                                                  |
| Final Fantasy XII                                                                                      | 5.2 miljoner skeppade                                                                  | - 2.4 miljoner i Japan - 1.7 miljoner i USA - 1.1 miljoner i Europa | JP: 16 mars 2006 NA: 31 oktober 2006 AUS: 22 februari 2007 EU: 23 februari 2007        | Datorrollspel              | Square Enix Product Development Division 4 | Square Enix                                                                            |
| Kingdom Hearts                                                                                         | 4.78 miljoner (5.9 miljoner skeppade med Kingdom Hearts Final Mix och Ultimate Hits)   | - 3.45 miljoner i USA - 1.23 miljoner i Japan - 100,000 i Storbritannien | JP: 28 mars 2002 NA: 16 september 2002 EU: 15 november 2002 AUS: 22 november 2002      | Actionrollspel             | Square                                     | JP Square NA Square EA/Disney Interactive/Square Enix (Greatest Hits version) PAL SCEE |
| God of War                                                                                             | 4.61 miljoner                                                                          | - 2,881,524 i Nord- och Latinamerika - minst 2.33 miljoner i USA - 1,592,833 i PAL-regionen - minst 100,000 i Storbritannien - 142,990 i Sliver Land och SCE Asia territorier - minst 59,814 i Japan | AUS: 2005 NA: 22 mars 2005 EU: 8 juli 2005 JP: 17 november 2005                        | Actionäventyr              | SCE Studios Santa Monica                   | Sony Computer Entertainment JP Capcom                                                  |
| Dragon Quest VIII: Journey of the Cursed King                                                          | 4.44 miljoner (4.88 miljoner skeppade)                                                 | - 3.6 miljoner i Japan - 410,000 i Europa - 430,000 i Nordamerika | JP: 27 november 2004 NA: 15 november 2005 AUS: 8 juli 2005 EU: 13 april 2006           | Datorrollspel              | Level-5                                    | Square Enix                                                                            |
| Madden NFL 2005                                                                                        | 4.35 miljoner i USA                                                                    | i.u. | NA: 9 augusti 2004 EU: 17 september 2004 AUS: 17 september 2004 JP: 18 november 2004   | Sportspel                  | EA Tiburon                                 | EA Sports                                                                              |
| God of War II                                                                                          | 4.24 miljoner                                                                          | - 2,527,522 i Nord- och Latinamerika - 1,603,727 i PAL-regionen - 113,280 i Japan och SCE Asia territorier                                                                                           | NA: 13 mars 2007 EU: 27 april 2007 AUS: 3 maj 2007 JP: 25 oktober 2007                 | Actionäventyr              | SCE Studios Santa Monica                   | Sony Computer Entertainment JP Capcom                                                  |
| Jak and Daxter: The Precursor Legacy                                                                   | 4.2 miljoner                                                                           | i.u. | NA: 3 december 2001 EU: 7 december 2001 AUS: 7 december 2001 JP: 20 december 2001      | Plattformsspel             | Naughty Dog                                | SCEA                                                                                   |
| Final Fantasy X-2                                                                                      | 4.06 miljoner                                                                          | - 1.85 miljoner i Nordamerika - 2.11 miljoner i Japan - 100,000 i Storbritannien | JP: 13 mars 2003 NA: 18 november 2003 AUS: 19 februari 2004 EU: 20 februari 2004       |                            | Square Product Development Division 1      | JPSquare NASquare Enix PALSquare Enix/Electronic Arts                                  |
| EyeToy: Play                                                                                           | 4 miljoner                                                                             | i.u. | EU: 4 juli 2003 NA: 4 november 2003 JP: 11 februari 2004                               | Partyspel                  | SCE London Studio                          | SCEE                                                                                   |
| Madden NFL 2004                                                                                        | 3.95 miljoner i USA                                                                    | i.u. | NA: 12 augusti 2003 EU: 12 september 2003                                              | Sportspel                  | EA Tiburton                                | EA Sports                                                                              |
| Kingdom Hearts II                                                                                      | 3.89 miljoner (4 miljoner skeppade med Kingdom Hearts II Final Mix+ och Ultimate Hits) | - 2.03 miljoner i USA - 1.16 miljoner i Japan - 700,000 i Europa | JP: 22 december 2005 NA: 28 mars 2006 AUS: 28 september 2006 EU: 29 september 2006     | Actionrollspel             | Square Enix Product Development Division 1 | Square Enix/Buena Vista Games                                                          |
| Madden NFL 06                                                                                          | 3.77 miljoner i USA                                                                    | i.u. | NA: 8 augusti 2005 EU: 16 september 2005 JP: 1 december 2005                           |                            |                                            |                                                                                        |
| Ratchet & Clank                                                                                        | 3.71 miljoner                                                                          | i.u. | NA: 4 november 2002 EU: 8 november 2002 JP: 3 december 2002                            | Plattformsspel             |                                            |                                                                                        |
| Metal Gear Solid 3: Snake Eater                                                                        | 3.7 miljoner                                                                           | i.u. | NA: 17 november 2004 JP: 16 december 2004 EU: 4 mars 2005 AUS: 17 mars 2005            |                            |                                            |                                                                                        |
| Need for Speed: Underground                                                                            | 3.69 miljoner                                                                          | - 3 miljoner i USA - 94,108 i Japan - 600,000 i Storbritannien | NA: 17 november 2003 EU: 21 november 2003 JP: 25 december 2003                         |                            |                                            |                                                                                        |
| Medal of Honor: Frontline                                                                              | 3.55 miljoner                                                                          | - 2.8 miljoner i USA - 600,000 i Storbritannie, - 152,966 i Japan | NA: 28 maj 2002 EU: 7 juni 2002 JP: 24 oktober 2002                                    |                            |                                            |                                                                                        |
| Guitar Hero II                                                                                         | 3.41 miljoner                                                                          | - 3.31 miljoner i USA - 100,000 i Storbritannien | NA: 7 november 2006 AUS: 15 november 2006 EU: 24 november 2006                         |                            |                                            |                                                                                        |
| Guitar Hero III: Legends of Rock                                                                       | 3.2337 miljoner                                                                        | - 2.9517 miljoner i USA - 2.72 miljoner med gitarr - 231,700 utan gitarr - 82,000 i Kanada - 200,000 i Storbritannien                                                                                | NA: 28 oktober 2007 AUS: 7 november 2007 EU: 23 november 2007 JP: 6 mars 2008          |                            |                                            |                                                                                        |
| Ratchet & Clank: Up Your Arsenal                                                                       | 3.218 miljoner                                                                         | i.u. | NA: 3 november 2004 EU: 12 november, 2004 AUS: 18 november 2004 JP: 25 november 2004   |                            |                                            |                                                                                        |
| Madden NFL 2003                                                                                        | 3.18 miljoner i USA                                                                    | i.u. | NA: 12 augusti 2002 EU: 4 oktober 2002 JP: 19 december 2002                            |                            |                                            |                                                                                        |
| Dragon Ball Z: Budokai Tenkaichi 3                                                                     | 3 miljoner                                                                             | - 1.42 miljoner i Japan - 1.01 miljoner i USA - 570,000 i Storbritannien | JP: 4 oktober 2007 NA: 13 november 2007 EU: 9 november 2007 AUS: 29 december 2007      | Fightingspel               | Spike                                      | Namco Bandai Games                                                                     |
| The Getaway                                                                                            | 3 miljoner                                                                             | i.u. | NA: 11 december 2002 EU: 19 januari 2003 JP: 20 november 2003                          |                            |                                            |                                                                                        |
| Ratchet & Clank: Going Commando                                                                        | 2.966 miljoner                                                                         | i.u. | NA: 11 november 2003 EU: 21 november 2003 JP: 11 december 2003                         |                            |                                            |                                                                                        |
| WWE SmackDown! vs. Raw 2006                                                                            | 2.9 miljoner                                                                           | i.u. | EU: 11 november 2005 NA: 14 november 2005 JP: 2 februari 2006                          |                            |                                            |                                                                                        |
| Spider-Man                                                                                             | 2.81 miljoner                                                                          | - 2.51 miljoner i USA - 300,000 i Storbritannien | NA: 15 april 2002 EU: 7 juni 2002 JP: 13 februari 2003                                 |                            |                                            |                                                                                        |
| Madden NFL 07                                                                                          | 2.8 miljoner i USA                                                                     | i.u. | NA: 22 augusti 2006 EU: 25 augusti 2006 AUS: 14 september 2006 JP: 7 december 2006     |                            |                                            |                                                                                        |
| SOCOM: U.S. Navy SEALs                                                                                 | 2.78 miljoner                                                                          | - 2.65 miljoner i USA - 100,000 i Storbritannien - 39,973 i Japan | NA: 27 augusti 2002 EU: 11 juni 2003 JP: 24 juli 2003                                  |                            |                                            |                                                                                        |
| Crash Bandicoot: The Wrath of Cortex                                                                   | 2.763 miljoner                                                                         | - 1.95 miljoner i USA - 212,541 i Japan - 600,000 i Storbritannien | NA: 29 oktober 2001 EU: 23 november 2001 JP: 20 december 2001                          |                            |                                            |                                                                                        |
| Pro Evolution Soccer 3 (Winning Eleven 7 i Japan och World Soccer Winning Eleven 7 i USA)              | 2.743 miljoner                                                                         | - 1.16 miljoner i Japan - 1.55 miljoner i Europa - 33,403 i USA | JP: 7 augusti 2003                                                                     |                            |                                            |                                                                                        |
| Dragon Ball Z: Budokai                                                                                 | 2.583 miljoner                                                                         | - 2.04 miljoner i USA - 543,312 i Japan | EU: 29 november 2002 NA: 3 december 2002 JP: 13 februari 2003                          |                            |                                            |                                                                                        |
| The Simpsons: Hit & Run                                                                                | 2.57 miljoner                                                                          | - 1.57 miljoner i USA - 1 miljon i Storbritannien | NA: 16 september 2003 EU: 31 oktober 2003 AUS: 2003                                    |                            |                                            |                                                                                        |
| Need for Speed: Most Wanted                                                                            | 2.53 miljoner                                                                          | - 1.82 miljoner i USA - 600,000 i Storbritannien - 114,611 i Japan | NA: 15 november 2005 EU: 25 november 2005 AUS: 25 november 2005 JP: 22 december 2005   |                            |                                            |                                                                                        |
| Medal of Honor: Rising Sun                                                                             | 2.52 miljoner                                                                          | - 1.81 miljoner i USA - 118,054 i Japan - 600,000 i Storbritannien | NA: 11 november 2003 EU: 28 november 2003 JP: 4 december 2003                          |                            |                                            |                                                                                        |
| The Lord of the Rings: The Two Towers                                                                  | 2.51 miljoner                                                                          | - 1.84 miljoner i USA - 600,000 i Storbritannien - 73,997 i Japan | NA: 21 oktober 2002 EU: 8 november 2002 JP: 13 februari 2003                           |                            |                                            |                                                                                        |
| Lego Star Wars: The Video Game                                                                         | 2.5 miljoner                                                                           | - 1.88 miljoner i USA - 20,068 i Japan - 600,000 i Storbritannien | NA: 2 april 2005 EU: 22 april 2005 JP: 7 juli 2005                                     |                            |                                            |                                                                                        |
| Tony Hawk's Underground                                                                                | 2.42 miljoner                                                                          | - 2.11 miljoner i USA - 16,620 i Japan - 300,000 i Storbritannien | NA: 27 oktober 2003 EU: 21 november 2003 JP: 27 maj 2004                               |                            |                                            |                                                                                        |
| Tony Hawk's Pro Skater 3                                                                               | 2.4 miljoner                                                                           | - 2.1 miljoner i USA - 300,000 i Storbritannien | NA: 28 oktober 2001 EU: 30 november 2001 JP: 21 november 2002                          |                            |                                            |                                                                                        |
| Tekken Tag Tournament                                                                                  | 2.367 miljoner                                                                         | - 1.61 miljoner i USA - 457,340 i Japan - 300,000 i Storbritannien | JP: 30 mars 2000 NA: 26 oktober 2000 EU: 24 november 2000                              |                            |                                            |                                                                                        |
| Star Wars: Battlefront II                                                                              | 2.33 miljoner                                                                          | - 2.01 miljoner i USA - 27,419 i Japan - 300,000 i Storbritannien | EU: 31 oktober 2005 NA: 1 november 2005 JP: 26 januari 2006                            |                            |                                            |                                                                                        |
| Ace Combat 04: Shattered Skies                                                                         | 2.328 miljoner                                                                         | - 1.97 miljoner i USA - 357,742 i Japan | JP: 13 september 2001 NA: 1 november 2001 EU: 8 februari 2002                          |                            |                                            |                                                                                        |
| Madden NFL 2002                                                                                        | 2.3 miljoner (i USA)                                                                   | i.u. | NA: 19 augusti 2001 EU: 12 oktober 2001 JP: 31 januari 2002                            |                            |                                            |                                                                                        |
| The Simpsons: Road Rage                                                                                | 2.24 miljoner                                                                          | - 1.94 miljoner i USA - 300,000 i Storbritannien | NA: 24 november 2001 EU: 30 november 2001                                              |                            |                                            |                                                                                        |
| Pro Evolution Soccer 2 (Winning Eleven 6 i Japan och World Soccer Winning Eleven 6 i USA)              | 2.209 miljoner                                                                         | - 1.15 miljoner i Japan - 1 miljon i Europa - 59,567 i USA | JP: 25 april 2002 EU: 25 oktober 2002 NA: 11 mars 2003                                 |                            |                                            |                                                                                        |
| SOCOM II: U.S. Navy SEALs                                                                              | 2.171 miljoner                                                                         | - 2.14 miljoner i USA - 31,664 i Japan | NA: 4 november 2003 EU: 5 mars 2004 JP: 5 augusti 2004 AUS: 28 januari 2005            |                            |                                            |                                                                                        |
| Everybody's Golf 3 (HotShots Golf 3 i USA)                                                             | 2.17 miljoner                                                                          | - 1.23 miljoner i Japan - 940,000 i USA | JP: 26 juli 2001 NA: 11 mars 2002                                                      |                            |                                            |                                                                                        |
| Ratchet: Deadlocked                                                                                    | 2.169 miljoner                                                                         | i.u. | NA: 25 oktober 2005 EU: 18 november 2005 JP: 23 november 2005 AUS: 24 november 2005    |                            |                                            |                                                                                        |
| Devil Maj Cry                                                                                          | 2.16 miljoner                                                                          | i.u. | JP: 23 augusti 2001 NA: 16 oktober 2001 EU: 7 december 2001 AUS: December 2001         |                            |                                            |                                                                                        |
| Max Payne                                                                                              | 2.128 miljoner                                                                         | - 1.9 miljoner i USA - 200,000 i Storbritannien - 28,827 i Japan | NA: 6 december 2001 EU: 11 januari 2002 JP: 22 maj 2003                                |                            |                                            |                                                                                        |
| Need for Speed: Underground 2                                                                          | 2.106 miljoner                                                                         | - 1.4 miljoner i USA - 600,000 i Storbritannien - 106,122 i Japan | NA: 15 november 2004 EU: 19 november 2004 JP: 22 december 2004 AUS: 27 juli 2005       |                            |                                            |                                                                                        |
| True Crime: Streets of LA                                                                              | 2.085 miljoner                                                                         | - 1.76 miljoner i USA - 300,000 i Storbritannien - 25,695 i Japan | NA: 3 november 2003 EU: 7 november 2003 JP: 28 oktober 2004                            |                            |                                            |                                                                                        |
| 007: Agent Under Fire                                                                                  | 2.07 miljoner                                                                          | - 1.77 miljoner i USA - 300,000 i Storbritannien | NA: 13 november 2001 EU: 30 november 2001                                              |                            |                                            |                                                                                        |
| Resident Evil 4                                                                                        | 2.05 miljoner                                                                          | i.u. | NA: 25 oktober 2005 AUS: 4 november 2005 EU: 5 november 2005 JP: 1 december 2005       |                            |                                            |                                                                                        |
| Onimusha: Warlords                                                                                     | 2.02 miljoner                                                                          | i.u. | JP: 25 januari 2001 NA: 13 mars 2001 EU: 6 juli 2001                                   |                            |                                            |                                                                                        |
| Dragon Ball Z: Budokai 2                                                                               | 2.007 miljoner                                                                         | - 1.5 miljoner i USA - 507,245 i Japan | EU: 14 november 2003 AUS: 23 november 2003 NA: 4 december 2003 JP: 5 februari 2004     |                            |                                            |                                                                                        |
| ESPN NFL 2K5                                                                                           | 2 miljoner i USA                                                                       | i.u. | NA: 20 juli 2004 EU: 4 februari 2005                                                   |                            |                                            |                                                                                        |
| WWE SmackDown! vs. Raw                                                                                 | 2 miljoner                                                                             | i.u. | NA: 2 november 2004 EU: 12 november 2004 JP: 3 februari 2005                           |                            |                                            |                                                                                        |
| Star Wars: Battlefront                                                                                 | 1.995 miljoner                                                                         | - 1.77 miljoner i USA - 200,000 i Storbritannien - 16,739 i Japan | NA: 20 september 2004 EU: 24 september 2004 JP: 7 oktober 2004                         |                            |                                            |                                                                                        |
| ATV Offroad Fury                                                                                       | 1.99 miljoner i USA                                                                    | i.u. | NA: 5 februari 2001 EU: 13 juli 2001                                                   |                            |                                            |                                                                                        |
| Onimusha 2: Samurai's Destiny                                                                          | 1.99 miljoner                                                                          | i.u. | JP: 7 mars 2002 NA: 28 augusti 2002 EU: 4 oktober 2002                                 |                            |                                            |                                                                                        |
| NBA Live 2005                                                                                          | 1.98 miljoner                                                                          | - 1.95 miljoner i USA - 30,013 i Japan | NA: 28 september 2004 AUS: 25 oktober 2004 EU: 29 oktober 2004 JP: 2 december 2004     |                            |                                            |                                                                                        |
| Tekken 4                                                                                               | 1.979 miljoner                                                                         | - 1.46 miljoner i USA - 318,920 i Japan - 200,000 i Storbritannien | JP: 28 mars 2002 EU: 13 september 2002 NA: 23 september 2002                           |                            |                                            |                                                                                        |
| Midnight Club: Street Racing                                                                           | 1.976 miljoner                                                                         | - 1.87 miljoner i USA - 100,000 i Storbritannien - 6,027 i Japan | NA: 26 oktober 2000 EU: 8 december 2000 JP: 1 mars 2001                                |                            |                                            |                                                                                        |
| Spider-Man 2                                                                                           | 1.93 miljoner                                                                          | - 1.63 miljoner i USA - 300,000 i Storbritannien | NA: 28 juni 2004 EU: 9 juli 2004 JP: 30 september 2004                                 |                            |                                            |                                                                                        |
| Madden NFL 08                                                                                          | 1.9 miljoner i USA                                                                     | i.u. | NA: 14 augusti 2007 AUS: 23 augusti 2007 EU: 24 augusti 2007 JP: 20 september 2007     |                            |                                            |                                                                                        |
| 007: Nightfire                                                                                         | 1.808 miljoner                                                                         | - 1.4 miljoner i USA - 300,000 i Storbritannien - 108,795 i Japan | NA: 18 november 2002 EU: 29 november 2002 JP: 30 januari 2003                          |                            |                                            |                                                                                        |
| Namco Museum                                                                                           | 1.8 miljoner i USA                                                                     | i.u. | NA: 4 december 2001                                                                    |                            |                                            |                                                                                        |
| Dragon Ball Z: Budokai 3                                                                               | 1.782 miljoner                                                                         | - 1.14 miljoner i USA - 642,424 i Japan | NA: 16 november 2004 EU: 19 november 2004 AUS: 26 november 2004 JP: 10 februari 2005   |                            |                                            |                                                                                        |
| Star Wars Episode III: Revenge of the Sith                                                             | 1.771 miljoner                                                                         | - 1.41 miljoner i USA - 300,000 i Storbritannien - 61,221 i Japan | NA: 4 maj 2005 EU: 5 maj 2005 JP: 9 juli 2005                                          |                            |                                            |                                                                                        |
| ATV Offroad Fury 2                                                                                     | 1.77 miljoner i USA                                                                    | i.u. | NA: 9 november 2002 EU: 3 oktober 2003                                                 |                            |                                            |                                                                                        |
| WWE SmackDown! Shut Your Mouth                                                                         | 1.743 miljoner                                                                         | - 1.38 miljoner i USA - 300,000 i Storbritannien - 63,027 i Japan | NA: 31 oktober 2002 EU: 15 november 2002 JP: 6 februari 2003                           |                            |                                            |                                                                                        |
| Sonic Mega Collection Plus                                                                             | 1.74 miljoner                                                                          | - 1.44 miljoner i USA - 300,000 i Storbritannien | NA: 2 november 2004 JP: 9 december 2004 EU: 4 februari 2005 AUS: 20 mars 2005          |                            |                                            |                                                                                        |
| Sonic Heroes                                                                                           | 1.72 miljoner                                                                          | - 1.08 miljoner i USA - 48,899 i Japan - 600,000 i Storbritannien | JP: 30 december 2003 NA: 27 januari 2004 EU: 6 februari 2004 AUS: 6 februari 2004      |                            |                                            |                                                                                        |
| Call of Duty: Finest Hour                                                                              | 1.714 miljoner                                                                         | - 1.41 miljoner i USA - 4,648 i Japan - 300,000 i Storbritannien | NA: 16 november 2004 EU: 3 december 2004 JP: 27 oktober 2005                           |                            |                                            |                                                                                        |
| NBA Street                                                                                             | 1.713 miljoner                                                                         | - 1.7 miljoner i USA - 13,416 i Japan | NA: 18 juni 2001 EU: 18 juni 2001 JP: 23 augusti 2001                                  |                            |                                            |                                                                                        |
| Pro Evolution Soccer 4 (Winning Eleven 8 i Japan och World Soccer Winning Eleven 8 i USA)              | 1.71 miljoner                                                                          | - 1.11 miljoner i Japan - 600,000 i Storbritannien | JP: 5 augusti 2004 EU: 15 oktober 2004 NA: 1 februari 2005                             |                            |                                            |                                                                                        |
| Devil Maj Cry 2                                                                                        | 1.7 miljoner                                                                           | i.u. | NA: 25 januari 2003 JP: 30 januari 2003 EU: 28 mars 2003                               |                            |                                            |                                                                                        |
| Mortal Kombat: Deadly Alliance                                                                         | 1.7 miljoner i USA                                                                     | i.u. | NA: 16 november 2002 EU: 14 februari 2003                                              |                            |                                            |                                                                                        |
| Yakuza                                                                                                 | 1.7 miljoner                                                                           | i.u. | JP: 8 december 2005 NA: 5 september 2006 AUS: 14 september 2006 EU: 15 september 2006  |                            |                                            |                                                                                        |
| Pro Evolution Soccer 6 (Winning Eleven 10 i Japan och Winning Eleven: Pro Evolution Soccer 2007 i USA) | 1.69 miljoner                                                                          | - 1.09 miljoner i Japan - 600,000 i Storbritannien | JP: 27 april 2006 EU: 27 oktober 2006 AUS: =3 november 2006 AUS: 6 februari 2007       |                            |                                            |                                                                                        |
| Dynasty Warriors 4                                                                                     | 1.648 miljoner                                                                         | - 1.2 miljoner i Japan - 448,587 i USA | JP: 27 februari 2003 NA: 25 mars 2003 EU: 27 juni 2003                                 |                            |                                            |                                                                                        |
| Dragon Quest V: Tenku no Hanayome                                                                      | 1.64 miljoner i Japan                                                                  | i.u. | JP: 25 mars 2004                                                                       | Datorrollspel              | ArtePiazza Matrix Software                 | Square Enix                                                                            |
| Pro Evolution Soccer 5 (Winning Eleven 9 i Japan och World Soccer Winning Eleven 9 i USA)              | 1.64 miljoner                                                                          | - 1.04 miljoner i Japan - 600,000 i Storbritannien | JP: 4 augusti 2005 EU: 21 oktober 2005 NA: 7 februari 2006                             |                            |                                            |                                                                                        |
| Grand Theft Auto: Liberty City Stories                                                                 | 1.62 miljoner                                                                          | - 1.32 miljoner i USA - 300,000 i Storbritannien | NA: 6 juni 2006 EU: 23 juni 2006 AUS: 23 juni 2006 JP: 6 september 2007                |                            |                                            |                                                                                        |
| Enter the Matrix                                                                                       | 1.616 miljoner                                                                         | - 1.34 miljoner i USA - 200,000 i Storbritannien - 76,142 i Japan | NA: 14 maj 2003 EU: 15 maj 2003 JP: 19 juni 2003                                       |                            |                                            |                                                                                        |
| Need for Speed: Hot Pursuit 2                                                                          | 1.61 miljoner i USA                                                                    | i.u. | NA: 1 oktober 2002 EU: 15 oktober 2002                                                 |                            |                                            |                                                                                        |
| Jak II                                                                                                 | 1.6 miljoner                                                                           | i.u. | NA: 14 oktober 2003 AUS: 15 oktober 2002 EU: 17 oktober 2003 JP: 11 mars 2004          |                            |                                            |                                                                                        |
| NBA Street Vol. 2                                                                                      | 1.6 miljoner i USA                                                                     | i.u. | NA: 28 april 2003 JP: 1 maj 2003 EU: 2 maj 2003                                        |                            |                                            |                                                                                        |
| WWE SmackDown! Here Comes the Pain                                                                     | 1.585 miljoner                                                                         | - 1.24 miljoner i USA - 300,000 i Storbritannien - 45,547 i Japan | NA: 27 oktober 2003 EU: 7 november 2003 JP: 29 januari 2004                            |                            |                                            |                                                                                        |
| Gran Turismo Concept                                                                                   | 1.56 miljoner skeppade                                                                 | | JP: 1 januari 2002                                                                     |                            |                                            |                                                                                        |
| Guitar Hero                                                                                            | 1.53 miljoner i USA                                                                    | i.u. | NA: 7 november 2005 EU: 7 april 2006                                                   |                            |                                            |                                                                                        |
| WWE SmackDown vs. Raw 2007                                                                             | 1.53 miljoner                                                                          | - 1.23 miljoner i USA - 300,000 i Storbritannien | EU: 10 november 2006 NA: 14 november 2006 AUS: 16 november 2006 JP: 25 januari 2007    |                            |                                            |                                                                                        |
| Onimusha 3: Demon Siege                                                                                | 1.52 miljoner                                                                          | i.u. | JP: 26 februari 2004 NA: 27 april 2004 EU: 9 juli 2004                                 |                            |                                            |                                                                                        |
| Samurai Warriors                                                                                       | 1.509 miljoner                                                                         | - 1.06 miljoner i Japan - 449,759 i USA | JP: 11 februari 2004 NA: 6 maj 2004 EU: 25 juni 2004                                   |                            |                                            |                                                                                        |
| Bully                                                                                                  | 1.5 miljoner                                                                           | i.u. | NA: 17 oktober 2006 EU: 25 oktober 2006 JP: 24 juli 2008                               |                            |                                            |                                                                                        |
| Tony Hawk's Underground 2                                                                              | 1.5 miljoner                                                                           | - 1.3 miljoner i USA - 200,000 i Storbritannien | NA: 4 oktober 2004 EU: 8 oktober 2004                                                  |                            |                                            |                                                                                        |
| Virtua Fighter 4                                                                                       | 1.5 miljoner                                                                           | - 630,000 i USA - 541,973 i Japan | JP: 31 januari 2002 NA: 17 mars 2002 EU: 10 maj 2002                                   |                            |                                            |                                                                                        |
| Dynasty Warriors 3                                                                                     | 1.492 miljoner                                                                         | - 1.07 miljoner i Japan - 422,175 i USA | JP: 20 september 2001 NA: 26 november 2001 EU: 22 mars 2002                            |                            |                                            |                                                                                        |
| NBA Live 2004                                                                                          | 1.488 miljoner                                                                         | - 1.46 miljoner i USA - 28,487 i Japan | NA: 14 oktober 2003 EU: 7 november 2003 JP: 13 november 2003                           |                            |                                            |                                                                                        |
| WWF SmackDown! Just Bring It                                                                           | 1.486 miljoner                                                                         | - 1.11 miljoner i USA - 300,000 i Storbritannien - 76,393 i Japan | EU: 16 november 2001 NA: 18 november 2001 JP: 24 januari 2002                          |                            |                                            |                                                                                        |
| Finding Nemo                                                                                           | 1.46 miljoner                                                                          | - 1.12 miljoner i USA - 300,000 i Storbritannien - 48,263 i Japan | NA: 9 maj 2003 EU: 26 september 2003 JP: 6 december 2003                               |                            |                                            |                                                                                        |
| Resident Evil: Outbreak                                                                                | 1.45 miljoner                                                                          | i.u. | JP: 11 december 2003 NA: 31 mars 2004 AUS: 2004 EU: 17 september 2004                  |                            |                                            |                                                                                        |
| Tiger Woods PGA Tour 2004                                                                              | 1.43 miljoner                                                                          | - 1.13 miljoner i USA - 300,000 i Storbritannien | NA: 22 september 2003 EU: 26 september 2003                                            |                            |                                            |                                                                                        |
| Tony Hawk's Pro Skater 4                                                                               | 1.42 miljoner                                                                          | - 1.22 miljoner i USA - 200,000 i Storbritannien | NA: 23 oktober 2002 NA: 22 november 2002                                               |                            |                                            |                                                                                        |
| The Sims                                                                                               | 1.416 miljoner                                                                         | - 1.1 miljoner i USA - 300,000 i Storbritannien - 16,658 i Japan | NA: 12 januari 2003 EU: 31 januari 2003 JP: 29 maj 2003                                |                            |                                            |                                                                                        |
| Hitman 2: Silent Assassin                                                                              | 1.412 miljoner                                                                         | - 1.1 miljoner i USA - 300,000 i Storbritannien - 12,175 i Japan | NA: 1 oktober 2002 EU: 4 oktober 2002 EU: 2002                                         |                            |                                            |                                                                                        |
| Resident Evil Code: Veronica X                                                                         | 1.4 miljoner                                                                           | i.u. | JP: 22 mars 2001 NA: 21 augusti 2001 JP: 14 september 2001                             |                            |                                            |                                                                                        |
| NCAA Football 06                                                                                       | 1.39 miljoner i USA                                                                    | i.u. | NA: 11 juli 2005                                                                       |                            |                                            |                                                                                        |
| Crazy Taxi                                                                                             | 1.383 miljoner                                                                         | - 1.07 miljoner i USA - 300,000 i Storbritannien - 13,075 i Japan | NA: 14 maj 2001 EU: 1 juni 2001 JP: 22 november 2001                                   |                            |                                            |                                                                                        |
| Lego Star Wars II: The Original Trilogy                                                                | 1.38 miljoner                                                                          | - 1.08 miljoner i USA - 300,000 i Storbritannien | NA: 12 september 2006 EU: 15 september 2006 AUS: 15 september 2006 JP: 2 november 2006 |                            |                                            |                                                                                        |
| The Lord of the Rings: The Return of the King                                                          | 1.374 miljoner                                                                         | - 1.04 miljoner i USA - 300,000 i Storbritannien - 34,979 i Japan | NA: 5 november 2003 EU: 14 november 2003 JP: 8 januari 2004                            |                            |                                            |                                                                                        |
| Star Ocean: Till the End of Time                                                                       | 1.363 miljoner                                                                         | - 740,000 i USA - 533,373 i Japan - 90,000 i Europa | NA: 31 augusti 2004 AUS: 30 september 2004 EU: 1 oktober 2004                          | Actionrollspel             | tri-Ace tri-Crescendo (sound work)         | JP: Enix JP: Square Enix (Director's Cut) NA: Square Enix PAL: Ubisoft                 |
| Gran Turismo 4 Prologue                                                                                | 1.36 miljoner skeppade                                                                 | i.u. | JP: 4 december 2003 EU: 18 maj 2004                                                    |                            |                                            |                                                                                        |
| Burnout 3: Takedown                                                                                    | 1.338 miljoner                                                                         | - 960,000 i USA - 300,000 i Storbritannien - 78,986 i Japan | NA: 7 september 2004 EU: 10 september 2004 AUS: 10 september 2004 EU: 14 oktober 2004  |                            |                                            |                                                                                        |
| Jak 3                                                                                                  | 1.33 miljoner                                                                          | - 1.23 miljoner i USA - 100,000 i Storbritannien | NA: 9 november 2004 EU: 26 november 2004                                               |                            |                                            |                                                                                        |
| Tom Clancy's Ghost Recon                                                                               | 1.329 miljoner                                                                         | - 1.32 miljoner i USA - 9,970 i Japan | NA: 1 december 2002 EU: 6 december 2002 EU: 13 mars 2003                               |                            |                                            |                                                                                        |
| NCAA Football 07                                                                                       | 1.32 miljoner i USA                                                                    | i.u. | NA: 18 juli 2006                                                                       |                            |                                            |                                                                                        |
| Soul Calibur II                                                                                        | 1.31 miljoner                                                                          | - 970,000 i USA - 144,948 i Japan - 200,000 i Storbritannien | JP: 27 mars 2003 NA: 27 augusti 2003 EU: 26 september 2003                             |                            |                                            |                                                                                        |
| Devil Maj Cry 3: Dante's Awakening                                                                     | 1.3 miljoner                                                                           | i.u. | JP: 17 februari 2005 NA: 1 mars 2005 AUS: 22 mars 2005 JP: 24 mars 2005                |                            |                                            |                                                                                        |
| Shrek 2                                                                                                | 1.3 miljoner                                                                           | - 1 miljon i USA - 300,000 i Storbritannien | NA: 28 april 2004 EU: 18 juni 2004 JP: 28 oktober 2004                                 |                            |                                            |                                                                                        |
| Ace Combat 5: The Unsung War                                                                           | 1.287 miljoner                                                                         | - 1 miljon i Nordamerika - 287,403 i Japan | JP: 21 oktober 2004 NA: 25 oktober 2004 EU: 18 februari 2005                           |                            |                                            |                                                                                        |
| Midnight Club II                                                                                       | 1.28 miljoner                                                                          | - 1.18 miljoner i USA - 100,000 i Storbritannien | NA: 9 april 2003 EU: 2 maj 2003                                                        |                            |                                            |                                                                                        |
| NCAA Football 2004                                                                                     | 1.28 miljoner i USA                                                                    | i.u. | NA: 16 juli 2003                                                                       |                            |                                            |                                                                                        |
| NBA Live 06                                                                                            | 1.278 miljoner                                                                         | - 1.23 miljoner i USA - 48,907 i Japan | NA: 26 september 2005 EU: 7 oktober 2005 JP: 10 november 2005                          |                            |                                            |                                                                                        |
| NFL Blitz                                                                                              | 1.27 miljoner i USA                                                                    | i.u. | NA: 28 oktober 2003                                                                    |                            |                                            |                                                                                        |
| Everybody's Golf 4                                                                                     | 1.25 miljoner                                                                          | - 1.1 miljoner i Japan - 157,242 i USA | NA: 26 september 2005 EU: 7 oktober 2005 JP: 10 november 2005                          |                            |                                            |                                                                                        |
| Dirge of Cerberus: Final Fantasy VII                                                                   | 1.243 miljoner                                                                         | - 513,157 i Japan - 460,000 i Nordamerika - 270,000 i Europa | JP: 26 januari 2006 NA: 15 augusti 2006 EU: 17 november 2006 AUS: November 2006        |                            |                                            |                                                                                        |
| Madden NFL 2001                                                                                        | 1.236 miljoner                                                                         | - 1.21 miljoner i USA - 26,711 i Japan | NA: 26 oktober 2000 EU: 8 december 2000 JP: 18 januari 2001                            |                            |                                            |                                                                                        |
| Scarface: The World Is Yours                                                                           | 1.22 miljoner                                                                          | - 1.02 miljoner i USA - 200,000 i Storbritannien | NA: 8 oktober 2006 EU: 13 oktober 2006 AUS: 16 november 2006                           |                            |                                            |                                                                                        |
| Pac-Man World 2                                                                                        | 1.21 miljoner i USA                                                                    | i.u. | NA: 24 februari 2002 JP: 25 juli 2002 EU: 28 februari 2003                             |                            |                                            |                                                                                        |
| Dark Cloud                                                                                             | 1.2 miljoner skeppade                                                                  | i.u. | JP: 14 december 2000 NA: 28 maj 2001 EU: 21 september 2001                             |                            |                                            |                                                                                        |
| NBA Live 2003                                                                                          | 1.191 miljoner                                                                         | - 1.18 miljoner i USA - 11,909 i Japan | NA: 8 oktober 2002 JP: 28 november 2002 EU: 29 november 2002                           |                            |                                            |                                                                                        |
| ESPN NBA 2K5                                                                                           | 1.19 miljoner i USA                                                                    | i.u. | NA: 30 september 2004 EU: 8 februari 2005                                              |                            |                                            |                                                                                        |
| Ball Z: Budokai Tenkaichi 2                                                                            | 1.18 miljoner                                                                          | i.u. | JP: 5 oktober 2006 EU: 3 november 2006 NA: 7 november 2006 AUS: 9 november 2006        |                            |                                            |                                                                                        |
| Tom Clancy's Splinter Cell                                                                             | 1.178 miljoner                                                                         | - 867,914 i USA - 10,784 i Japan - 300,000 i Storbritannien | AUS: Mars 2003 EU: 28 mars 2003 NA: 8 april 2003 JP: 27 november 2003                  |                            |                                            |                                                                                        |
| Yu-Gi-Oh! The Duelists of the Roses                                                                    | 1.178 miljoner                                                                         | - 1.11 miljoner i USA - 68,420 i Japan | JP: 6 september 2001 NA: 16 februari 2003 EU: 26 september 2003                        |                            |                                            |                                                                                        |
| Scooby-Doo! Night of 100 Frights                                                                       | 1.17 miljoner                                                                          | - 1.07 miljoner i USA - 100,000 i Storbritannien | NA: 20 maj 2002 EU: 16 augusti 2002                                                    |                            |                                            |                                                                                        |
| Jissen Pachi-Slot Hisshoho! Hokuto no Ken                                                              | 1.15 miljoner i Japan (inkluderar Jissen Pachi-Slot Hisshoho! Hokuto no Ken Plus)      | i.u. | JP: 27 maj 2004                                                                        |                            |                                            |                                                                                        |
| MVP Baseball 2005                                                                                      | 1.14 miljoner i USA                                                                    | i.u. | NA: 22 februari 2005 JP: 7 juli 2005                                                   |                            |                                            |                                                                                        |
| Twisted Metal: Black                                                                                   | 1.12 miljoner i USA                                                                    | i.u. | NA: 18 juni 2001 EU: 7 december 2001                                                   |                            |                                            |                                                                                        |
| Fight Night 2004                                                                                       | 1.1 miljoner                                                                           | - 1 miljon i USA - 100,000 i Storbritannien | NA: 5 april 2004 EU: 30 april 2004 JP: 5 augusti 2004                                  |                            |                                            |                                                                                        |
| Midnight Club 3: DUB Edition                                                                           | 1.1 miljoner                                                                           | - 1 miljon i USA - 100,000 i Storbritannien | NA: 11 april 2005 EU: 15 april 2005 AUS: 15 april 2005                                 |                            |                                            |                                                                                        |
| DDRMAX2 Dance Dance Revolution                                                                         | 1.09 miljoner i USA                                                                    | i.u. | NA: 23 september 2003                                                                  |                            |                                            |                                                                                        |
| Spy Hunter                                                                                             | 1.07 miljoner i USA                                                                    | i.u. | NA: 24 september 2001 EU: 19 oktober 2001 JP: 25 april 2002                            |                            |                                            |                                                                                        |
| Naruto: Ultimate Ninja 2                                                                               | 1.063 miljoner                                                                         | - 660,000 i Nordamerika och Västeuropa - 403,000 i Japan | JP: 30 september 2004 NA: 12 juni 2007 EU: 19 oktober 2007 AUS: 26 oktober 2007        |                            |                                            |                                                                                        |
| Harry Potter och Hemligheternas kammare                                                                | 1.046 miljoner                                                                         | - 700,000 i USA - 300,000 i Storbritannien - 46,855 i Japan | NA: 14 november 2002 EU: 15 november 2002 JP: 23 november 2002                         |                            |                                            |                                                                                        |
| The Incredibles                                                                                        | 1.04 miljoner                                                                          | - 740,000 i USA - 300,000 i Storbritannien | NA: 31 oktober 2004 EU: 5 november 2004 JP: 2 december 2004                            |                            |                                            |                                                                                        |
| MVP Baseball 2004                                                                                      | 1.02 miljoner i USA                                                                    | i.u. | NA: 9 mars 2004                                                                        |                            |                                            |                                                                                        |
| Guitar Hero Encore: Rocks the 80s                                                                      | 1 miljon i Nordamerika och Västeuropa                                                  | i.u. | NA: 24 juli 2007 EU: 27 juli 2007 AUS: 1 augusti 2007                                  |                            |                                            |                                                                                        |
| NCAA Football 2003                                                                                     | 1 miljon i USA                                                                         | i.u. | NA: 20 juli 2002 EU: 2002                                                              |                            |                                            |                                                                                        |
| Silent Hill 2                                                                                          | 1 miljon                                                                               | i.u. | NA: 24 september 2001 JP: 27 september 2001 EU: 23 november 2001                       |                            |                                            |                                                                                        |
| Sly Raccoon                                                                                            | 1 miljon                                                                               | i.u. | NA: 23 september 2002 EU: 17 januari 2003 JP: 6 mars 2003                              |                            |                                            |                                                                                        |
| Xenosaga Episode I: Der Wille zur Macht                                                                | 1 miljon                                                                               | i.u. | JP: 28 februari 2002 NA: 26 februari 2003                                              |                            |                                            |                                                                                        |

Totalt antal Playstation 2-spel som skeppats sedan den 31 mars 2007: 1,24 miljarder. Totalt antal sålda Playstation 2-spel mellan 1 april 2007 och 31 mars 2012: 297,5 miljoner. Observera att det kan finnas en viss överlappning mellan den tidigare siffran som avser antalet skeppade exemplar och den senare som avser antalet sålda exemplar.